# セフロ
セフロ（伊: Sefro）は、イタリア共和国マルケ州マチェラータ県にある、人口約400人の基礎自治体（コムーネ）。

## 地理

### 位置・広がり
マチェラータ県のコムーネ。県都マチェラータから西南西へ44kmの距離にある。

#### 隣接コムーネ
隣接するコムーネは以下の通り。
- カメリーノ
- フィウミナータ
- ピオーラコ
- セッラヴァッレ・ディ・キエンティ

### 気候分類・地震分類
セフロにおけるイタリアの気候分類 (it) および度日は、zona E, 2221 GGである。
また、イタリアの地震リスク階級 (it) では、zona 2 (sismicità media) に分類される。

## 行政

### 分離集落
セフロには、以下の分離集落（フラツィオーネ）がある。
- Agolla, Sorti, Butino